# Robert Haeffner
Robert Fredrik Leonard Haeffner, född 4 maj 1881 i Hedvig Eleonora församling, Stockholms stad, död 18 december 1973 i Göteborgs Vasa församling, Göteborgs och Bohus län, var en svensk valthornist vid Göteborgs symfoniorkester. Han var sonsons son till Johann Christian Friedrich Haeffner.

## Biografi
Haeffner föddes 1881 i Stockholm. Han var son till maskinisten Johan Christian Fredrik Haeffner och Sofia Catharina Jansson. År 1904 anställdes han som musiksergeant (hornist) vid I 16 och tog avsked därifrån 1905. Från 1905 till 1951 var han valthornist vid Göteborgs orkesterförening. Haeffner var även lärare i valthorn vid orkesterföreningens skola.
Haeffner gifte sig 12 december 1907 med Ada Nicolina Bergqvist.

## Utmärkelser
- 1945 – Medaljen för tonkonstens främjande.[4]